# Wolfgang Capito
Wolfgang Fabricius Capito eller Köpfel, som föddes 1478 i Haguenau och dog den 4 november 1541 i Strasbourg, var en betydande reformator. 
Som präst i Strasbourg ledde han tillsammans med Martin Bucer reformationsarbetet där, och författade tillsammans med denne Confessio tetrapolitana och den så kallade "Berner-synodus", en ordning för lära och liv inom den reformerta kyrkan i Bern. Han deltog även i arbetet med Wittenbergska konkordin. Den 1 augusti 1524 äktade han Agnes Röttel, av en förnäm strasbourgsk familj. Hon dog 1531, och följande år gifte han sig med Wibrandis Rosenblatt, änka efter Johannes Oecolampadius och efter Capitos död omgift med Martin Bucer. Han avled i pesten.